# 266
| 266                |
| ------------------ |
| Dødsfald - Fødsler |
|                    |

| Gregoriansk kalender | 266 CCLXVI              |
| Ab urbe condita      | 1019                    |
| Armensk kalender     | I/T                     |
| Kinesiske kalender   | 2962 – 2963 乙酉 – 丙戌 |
| Etiopisk kalender    | 258 – 259               |
| Jødisk kalender      | 4026 – 4027             |
| Hindukalendere       |                         |
| - Vikram Samvat      | 321 – 322               |
| - Shaka Samvat       | 188 – 189               |
| - Kali Yuga          | 3367 – 3368             |
| Iransk kalender      | 356 BP – 355 BP         |
| Islamisk kalender    | 367 BH – 366 BH         |

Se også 266 (tal)